# Палиндром
Палиндромът е една или няколко думи или числа, които се четат по един и същ начин от ляво надясно и от дясно наляво. Думата произхожда от гръцките думи „палин“ („назад“, „отново“) и „дромос“ („път“).
Най-старите открити палиндроми датират от преди около 2000 години. Примери за древни палиндроми са древногръцката „ΝΙΨΟΝΑΝΟΜΗΜΑΤΑΜΗΜΟΝΑΝΟΨΙΝ“ (на модерен гръцки „Νίψον ανομήματα μη μόναν όψιν“: „Нипсон аномемата ме монан опсин“; пси е буква от гръцката азбука) и латинската „In girum imus nocte et consumimur igni“.
Терминът се използва и за означаване на ДНК секвенции, в които подреждането на нуклеотидите в едната верига съответства на подреждането в другата, спазвайки посоката на четене – винаги 5'->3'. Такива секвенции се разпознават от специфични белтъци, най-често ензими (рестрикционни ендонуклеази) и поради своята симетрия са независими от посоката на достъп.
Един от най-известните палиндроми в българския език е „Бял хляб“.

## Примери

### ДНК секвенции
5'-ГААТТЦ-3'
3'-ЦТТААГ-5'
5'-ГЦГГЦЦГЦ-3'
3'-ЦГЦЦГГЦГ-5'

### Числа
- 121
- 39593
- 10301
- 9873789
- 12345678987654321
- 1111111111111111111
- 515
- 1001001

### Текст
Един от най-забележителните примери е латинският палиндром Sator Arepo Tenet Opera Rotas. Ако буквите му се поставят по следния начин, той може да се чете, както хоризонтално, така и вертикално:
```
S A T O R
A R E P O
T E N E T
O P E R A
R O T A S
```

## Палиндроми на български език
- „Бял хляб“
- „Радар“
- „Невен“
- „Боб“
- „Око“
- „Сос“
- „Ece“
- „Или“
- „Капак“
- „Потоп“
- „Да, ад!“
- „Тих хит“
- „Ана барабана“
- „Ангел легна“
- „Мир в Рим“
- „Бял хляб“
- „Бор с роб“
- „Бъз със зъб“
- „Гол аналог“
- „Дебел лебед“
- „Нима амин“
- „Месо осем“
- „Закопан на показ“
- „Кирил е лирик“
- „Между джем“
- „Няма тамян“
- „Още нещо“
- „Тиква в кит“
- „Алена мадама Нела“
- „Алена фанела“ (правилно е да се изпише: Алена фланела)
- „И ловя диви дяволи“
- „На вид е диван“
- „Аз обичам мач и боза“
- „И те искат такси, Ети“
- „Дебел араб бара лебед“
- „Но е мис Симеон“
- „Лято. Пот. Сечище. Вопли. Било катерят сини планинари. Тиранин-алпинист ярета коли. Бил по-вещ и често пот ял.“
- „Насила закараха свинете ни в Сахара! – каза Лисан“
- „Моли се да ходим за красиви сарказми до Хадес и Лом.“
- „А дават хубава лилава бухта в Ада.“
- „Реве сто години дог от север.“
- „Олга! Нелепо копеле нагло!“
- „За авер рева аз.“
- „Нерези, метълът е мизерен.“
- „Нещо метълът е мощен.“
- „А, не и трахеята! Тя е хартиена!“
- „Легна хранен гост с огнен архангел.“
- „Антилопата политна.“
- „А нима за рогатата гора замина?“
- „И накрая ето ви десерт – зарята! Тя разтресе диво тея аркани!“
- „Е, виж, а ваш Еди иде, шава, жив е!“
- „И била с алиби!“
- „Ядох не сарми, а бозава зоб. А и мръсен ходя.“
- „И дорест сив гнил лингвист се роди.“
- „Самара кара мас.“
- „Баба обви жив боабаб.“
- „Не Томас Мор е ром самотен.“
- „И дива кака пипа какавиди.“
- „Не че тесен хол, Лох Нес е течен.“
- „И, мале, кадия на ТИР пипал сено, велики Левоне, с лапи, при Таня и дакела ми.“
- „Анархия и храна!“
- „Ира пазари, болен Пешо шепне, лобира за пари.“
- „Е, и не чу сома: Слав Чакала кове маси и бара араби, и сам е вокал, а качвал само с учение!“
- „Нина рита тиранин.“
- „Ядох и ходя.“
- „Спало коте – ето колапс!“
- „Нима вола ни кара бараки на лов?! Амин!“
- „И пуканки мече с ечемик накупи“
- „Ами реликви и в килер има.“
- „Път Елисавета би, ала и бате Васил е тъп“
- „Мида, свещ и хероин! Щом с апатия и веща тактика ни черпи мечтан шум, а катетърът е така мушнат, че ми пречи на китката, ще вия и тапа с мощни орехи ще всадим.“
- „Ядох. Е, щом си пял, ако има нужда, мини да ги видиш у дома – саксиен демон ръкомаха мокър, но мед не иска – само души диви гадини... Маджуна ми окаля писмо. Ще ходя!“
- „На морава режат сиртаки, Марек. А на керамика, триста жерава. Роман!“
- "Дебели осем илота искат алена китара, вълк, рокер, ягоди, рога, патки, печка, рис, каса, риба, зоб, сок, бор, лак, бук, бъз, лос, чип, куче, липа, лук, оса, „Лего“, салам, рубин, вол, етан, акари, паркет, фиба, мак, бял хляб, кама, бифтек, рапира, кана, тел, овни, бурма, ласо, гел, асо, кула, пиле, чук, пич, сол, зъб, куб, кал, роб, кос, боза, бира, сак, сирак, чепик, тапа, гори, дог, яре, корк, лъв, арати, канела, такси, атоли, месо и лебед.
- А Макс? Аскет той е. Ей, от Тексас! Кама!
- А рог от метал е антика - от, сиреч, ери сто. А китна! Елате! М??? То гора...
- А на север Велико Кокилев реве с Ана.